# Arachozja

Arachozja

Arachozja (gr.: Ἀραχωσία) – w starożytności achemenidzka i seleucydzka satrapia, której położenie jest najczęściej określane jako obszar obejmujący południowo-wschodni Afganistan i północny Pakistan. Głównym miastem regionu była Aleksandria w Arachozji, założona (lub przemianowana) przez Aleksandra Wielkiego w latach 20. IV wieku p.n.e., dzisiejszy Kandahar.